# 白色聯盟
白色聯盟，是一個中華民國的歷史政黨，由前兆豐產險花蓮分公司經理吳蕚洋宣布成立，於2019年7月10日宣布成立。2020年6月9日解散。

## 歷史
2019年7月10日，前兆豐產險花蓮分公司經理吳蕚洋宣布成立新政黨「白色聯盟」，並擔任創黨首屆執行長。口號為「為人民掃除困難與憂慮」，特色是不參加總統與地方首長選舉，只瞄準2020年中華民國立法委員選舉和2022年中華民國地方公職人員選舉中的縣市議會議員，並表明不以執政為目標，永遠監督執政黨。目前不會考慮與台北市市長柯文哲合作。
2020年6月9日申請解散，並經內政部6日23日台內民字第10900329981號函予以備案。

## 組織結構
白色聯盟不設置黨主席，只設置執行長、發言人，決策都會以9位委員組成的決策委員會決定。
| 職位                  | 姓名   |
| --------------------- | ------ |
| 執行長                | 吳蕚洋 |
| 發言人                | 林睿康 |
| 決策委員會委員(共9位) |        |

### 歷任執行長
依《人民團體法》第二十條「人民團體理事、監事之任期不得超過四年，除法律另有規定或章程另有限制外，連選得連任。理事長之連任，以一次為限。」之規定定期改選。
| 屆次   | 肖像 | 姓名   | 時間                       |
| ------ | ---- | ------ | -------------------------- |
| 第一屆 |      | 吳蕚洋 | 2019年7月10日-2020年6月9日 |

### 歷任發言人
| 屆次     | 肖像 | 姓名   | 時間                       |
| -------- | ---- | ------ | -------------------------- |
| 第一屆 - |      | 林睿康 | 2019年7月10日-2020年6月9日 |

## 主要政見
- 掃除「政治跳蚤」、「選舉販子」
- 帶職參選需辭去現職，並按比例退還選舉補助款。
- 不以執政為目標，永遠監督執政黨。
- 重修《軍公教退休金法》及《四大基金破產問責條例》，前者取消年金改革，把蔡英文政府砍掉的軍公教退休金全數還給退休軍公教人員，但同時也有新規定：每個月退休金領新臺幣4萬元以上者，必須納稅；後者則是政府要維持基金正常運作，一旦破產，行政院長必須下台負責。